# Kieferndorf
Kieferndorf ist ein Gemeindeteil der Stadt Höchstadt an der Aisch im Landkreis Erlangen-Höchstadt (Mittelfranken, Bayern). Kieferndorf liegt in der Gemarkung Etzelskirchen.

## Geografie
Das Dorf liegt am Erlenbach, einem linken Zufluss der Aisch. Dieser Bach speist eine Kette von Weihern (Münchsweiher, Dorfweiher, Kieferndorfer Weiher). Im Nordosten grenzt das Waldgebiet Sandholz an. Einen Kilometer östlich befindet sich der Vogelberg (305 m ü. NHN). Im Süden erhebt sich in einem kleinen Waldgebiet der Buchberg (313 m ü. NHN). Im Westen grenzen Acker- und Grünland an. Eine Gemeindeverbindungsstraße verläuft zur Kreisstraße ERH 36 ca. 0,5 km nordöstlich von Medbach bzw. 0,2 km weiter westlich zu einer anderen Gemeindeverbindungsstraße zwischen Saltendorf und Medbach.

## Geschichte
1315 wurde der Ort erstmals urkundlich erwähnt. 1348 wurde er „Kyberndorf“ genannt, 1413  „Kifferndorf“. Die Siedlung gehörte ursprünglich zum Hofverband Etzelskirchen und kam wohl mit diesem 1017 an das Kloster Michelsberg, wenngleich der Ort nicht explizit genannt wird.
Gegen Ende des 18. Jahrhunderts gab es in Kieferndorf 7 Anwesen (1 Hof, 2 Halbhöfe, 1 Sölde, 1 Haus, 1 Tropfhaus) und ein Gemeindehirtenhaus. Das Hochgericht übte das bambergische Centamt Höchstadt aus. Die Dorf- und Gemeindeherrschaft sowie die Grundherrschaft über alle Anwesen hatte das Kastenamt Gremsdorf des Klosters Michelsberg.
Im Rahmen des Gemeindeedikts wurde Kieferndorf dem 1808 gebildeten Steuerdistrikt Etzelskirchen und der im selben Jahr gebildeten Ruralgemeinde Etzelskirchen zugewiesen.
Am 1. Januar 1972 wurde Kieferndorf im Zuge der Gebietsreform in die Stadt Höchstadt an der Aisch eingegliedert.

### Baudenkmäler
- Haus Nr. 7: Bauernanwesen, Wohnhaus mit Scheune
- Haus Nr. 8: Steinkreuz

### Einwohnerentwicklung
| Jahr      | 001819 | 001861 | 001871 | 001885 | 001900 | 001925 | 001950 | 001961 | 001970 | 001987 |
| Einwohner | 42     | 42     | 33     | 36     | 39     | 49     | 60     | 41     | 42     | 36     |
| Häuser    |        |        |        | 8      | 8      | 8      | 8      | 7      |        | 10     |
| Quelle    | [ 9 ]  | [ 10 ] | [ 11 ] | [ 12 ] | [ 13 ] | [ 14 ] | [ 15 ] | [ 16 ] | [ 17 ] | [ 1 ]  |

## Religion
Der Ort ist römisch-katholisch geprägt und nach St. Jakobus Maior (Etzelskirchen) gepfarrt. Die Einwohner evangelisch-lutherischer Konfession waren ursprünglich nach St. Oswald (Lonnerstadt) gepfarrt, heute ist die Pfarrei Höchstadt zuständig.